# Da Tweekaz
Da Tweekaz is een Noors hardstyle dj- en producerduo, bestaande uit Kenth Kvien en Marcus Nordli.

## Geschiedenis
Kenth Kvien en Marcus Nordli maakten andere harde dancemuziek voor ze zich begonnen toe te leggen op het Hardstyle-genre. Ze eindigden met het uitbrengen van Angeli Domini via Spider Records. Hun eerste muziek werd in 2010 door het hardstylelabel Dirty Workz uitgebracht.
In 2012 verhuisde het duo voor een korte periode naar Nederland om het heen en weer vliegen te vermijden voor de festivals in Nederland en België.
Op 8 oktober 2012 brachten ze hun album Time 2 Shine uit.
In 2012 verhuisde Da Tweekaz permanent naar België, omdat de meeste festivals in Nederland en België plaatsvonden.
In 2014 brachten ze maandelijks een nieuwe track uit, telkens op de eerste dag van de maand. Deze actie maakte deel uit van #Tweekay14, waarbij ook een maandelijkse vlog op YouTube hoorde.
In 2016 bracht het duo een nieuw album uit, waarbij elke maand een nieuw nummer werd gelanceerd. Deze actie was een navolging op #Tweekay14 en is daarom #Tweekay16 genoemd.
Sinds 2017 produceren ze Happy Hardcore onder de naam Tweekacore.
Samen met Coone & Hard Driver hebben Da Tweekaz sinds 2020 het project The Elite. Hun eerste showcase samen was op Reverze.

## Discografie
| Naam                                                  | Artiesten                                                     | Label                 | Jaar |
| ----------------------------------------------------- | ------------------------------------------------------------- | --------------------- | ---- |
| Da Bomba                                              | Da Tweekaz                                                    | DJs United Red        | 2008 |
| Angeli Domini                                         | Da Tweekaz                                                    | Spider Records        | 2008 |
| DNA EP                                                | Da Tweekaz                                                    | Dirty Workz           | 2010 |
| Examination of Time EP                                | Da Tweekaz                                                    | Dirty Workz           | 2010 |
| People against porn EP                                | Da Tweekaz                                                    | Dirty Workz           | 2011 |
| Time 2 Shine (Album)                                  | Da Tweekaz                                                    | Dirty Workz           | 2012 |
| Music Is My Drug                                      | Da Tweekaz ft. Anklebreaker                                   | Dirty Workz           | 2014 |
| You & I                                               | Darren Styles & Gammer (Da Tweekaz Remix)                     | Dirty Workz           | 2014 |
| Zero Fucks Given                                      | Da Tweekaz ft. MC V                                           | Dirty Workz           | 2014 |
| Weapons Of Love                                       | Da Tweekaz & Atmozfears ft. Popr3b3l                          | Dirty Workz           | 2014 |
| Ran Away                                              | Da Tweekaz ft. Ghost Wars                                     | Dirty Workz           | 2014 |
| #Tweekay14                                            | Da Tweekaz                                                    | Dirty Workz           | 2014 |
| Your Love                                             | Da Tweekaz ft. Popr3b3l                                       | Dirty Workz           | 2014 |
| Intermission                                          | Da Tweekaz                                                    | Dirty Workz           | 2014 |
| Letting Go                                            | Da Tweekaz ft. Elke Diels                                     | Dirty Workz           | 2014 |
| Little Red Riding Hood                                | Da Tweekaz                                                    | Dirty Workz           | 2014 |
| Unlock The Power (Bassleader 2014 Anthem)             | Da Tweekaz                                                    | Dirty Workz           | 2014 |
| Hewwego                                               | Da Tweekaz                                                    | Dirty Workz           | 2014 |
| Celebration of Sin (Freaqshow Anthem 2014)            | Da Tweekaz                                                    | Dirty Workz           | 2014 |
| Rest Of Your Life                                     | Darren Styles & Re-Con ft. Matthew Steeper (Da Tweekaz Remix) | Dirty Workz           | 2015 |
| Wodka                                                 | Da Tweekaz                                                    | Dirty Workz           | 2015 |
| Get Down                                              | Da Tweekaz                                                    | Dirty Workz           | 2015 |
| Freedom                                               | Da Tweekaz ft Neilo                                           | Dirty Workz           | 2016 |
| See Me Now                                            | Mark with a K (Da Tweekaz Remix)                              | Dirty Workz           | 2016 |
| The Hitman                                            | Da Tweekaz ft MC D (Midnight Mafia 2016 Anthem)               | Dirty Workz           | 2016 |
| Heroes                                                | Da Tweekaz ft Darren Styles                                   | Dirty Workz           | 2016 |
| Good Vibes                                            | Da Tweekaz ft Refuzion                                        | Dirty Workz           | 2016 |
| Hardstyle Pirates                                     | Da Tweekaz ft Anklebreaker                                    | Dirty Workz           | 2016 |
| #Tweekay16                                            | Da Tweekaz                                                    | Dirty Workz           | 2016 |
| See The Light                                         | Da Tweekaz & Code Black ft Paradise                           | Dirty Workz           | 2016 |
| Tequila                                               | Da Tweekaz                                                    | Dirty Workz           | 2016 |
| Love U More                                           | Paul Elstak (Da Tweekaz Remix)                                | Dirty Workz           | 2016 |
| Tomorrow                                              | Da Tweekaz ft Matthew Steeper                                 | Dirty Workz           | 2016 |
| The Calling (Da Tweekaz Remix)                        | TheFatRat ft Laura Brehm                                      | Dirty Workz/Toffmusic | 2017 |
| Moana "How Far I'll Go"                               | Da Tweekaz                                                    | Dirty Workz           | 2017 |
| Us Against The World (Da Tweekaz Remix)               | Darren Styles                                                 | Toffmusic             | 2017 |
| Komon                                                 | Da Tweekaz                                                    | Dirty Workz           | 2017 |
| Heart Like Mine                                       | Code Black, Adrenalize en Da Tweekaz                          | Dirty Workz           | 2017 |
| DRKNSS                                                | Da Tweekaz x Sub Zero Project                                 | Dirty Workz           | 2017 |
| Respect                                               | Da Tweekaz ft. Anklebreaker                                   | Dirty Workz           | 2017 |
| Essence of Eternity                                   | Da Tweekaz                                                    | Dirty Workz           | 2018 |
| This is special                                       | Da Tweekaz x Sephyx                                           | Dirty Workz           | 2018 |
| Partystarter                                          | Tweekacore x Darren Styles                                    | ElectricFox           | 2018 |
| Bring Me To Life                                      | Da Tweekaz, HALIENE                                           | Q-Dance Records       | 2018 |
| Jägermeister                                          | Da Tweekaz                                                    | Dirty Workz           | 2018 |
| Ready 4 The Weekend                                   | Tweekacore                                                    | Dirty Workz           | 2018 |
| Hardstyle Disco (Da Tweekaz x Sub Zero Project Remix) | Yoji Biomehanika                                              | Dirty Workz           | 2018 |
| We Go Up (Da Tweekaz Remix)                           | LNY TNZ                                                       | Barong Family         | 2018 |
| Piscola                                               | Da Tweekaz                                                    | Free release          | 2018 |
| Back And Forth                                        | Da Tweekaz                                                    | Dirty Workz           | 2018 |
| The Spook Returns (Da Tweekaz Edit)                   | KSHMR, B3nte & Badjack                                        | Free release          | 2018 |
| Forever                                               | Da Tweekaz                                                    | Dirty Workz           | 2018 |
| Together                                              | Da Tweekaz x TNT ft. Matthew Steeper                          | Dirty Workz           | 2018 |
| Crash & Burn                                          | Tweekacore & Darren Styles                                    | Dirty Workz           | 2018 |
| Long Way Down (Da Tweekaz Remix)                      | W&W x Darren Styles ft. Giin                                  | Free Release          | 2018 |
| Because Of You                                        | Da Tweekaz, Refuzion                                          | Dirty Workz           | 2019 |
| Elite                                                 | Coone, Da Tweekaz                                             | Dirty Workz           | 2019 |
| Tweekalution                                          | Da Tweekaz                                                    | Dirty Workz           | 2019 |
| We Are Fighters                                       | Da Tweekaz, Destructive Tendencies                            | Dirty Workz           | 2019 |
| Anything                                              | Da Tweekaz, D-Sturb                                           | Dirty Workz           | 2019 |
| Circle of Life                                        | Da Tweekaz ft. David Spekter                                  | Dirty Workz           | 2019 |
| Moskau                                                | Da Tweekaz x Harris & Ford                                    | Kontor.TV             | 2020 |
| Shake Ya Shimmy                                       | Da Tweekaz & Code Black                                       | Dirty Workz           | 2020 |
| The Sound Of                                          | Coone, Da Tweekaz, Hard Driver, Diandra Faye                  | Dirty Workz           | 2020 |
| Thunder (feat. XCEPTION)                              | Da Tweekaz, Sound Rush, XCEPTION                              | Art of Creation       | 2020 |
| I'm With You                                          | Da Tweekaz, Gammer                                            | Dirty Workz           | 2020 |
| So Good                                               | Da Tweekaz, Refuzion                                          | Dirty Workz           | 2020 |
| Toss A Coin To Your Witcher                           | Da Tweekaz, Hard Driver, Bram Boender                         | Dirty Workz           | 2020 |
| Clarity                                               | Da Tweekaz, XCEPTION                                          | Dirty Workz           | 2020 |
| Devil In My Arms                                      | Coone, Da Tweekaz, Hard Driver                                | Dirty Workz           | 2020 |
| Heroes Of Today                                       | Da Tweekaz                                                    | Dirty Workz           | 2021 |
| So Easy                                               | Da Tweekaz, LNY TNZ                                           | Dirty Workz           | 2021 |
| Pum Pum (Da Tweekaz Remix)                            | Showtek, Sevenn, Da Tweekaz                                   | Skink                 | 2021 |
| Lose You                                              | Gammer, Tweekacore, Da Tweekaz                                | Electric Fox          | 2021 |
| A Thousand Journeys                                   | Coone, Da Tweekaz, Hard Driver                                | Dirty Workz           | 2021 |
| Ich schenk' Dir einen Jodler                          | Da Tweekaz, Oesch's die Dritten                               | Dirty Workz           | 2021 |
| Without You                                           | Darren Styles, Tweekacore, Da Tweekaz                         | Dirty Workz           | 2021 |
| SHOTJEE                                               | Da Tweekaz, Bassbrain                                         | Dirty Workz           | 2021 |
| Horizon (Da Tweekaz Remix)                            | Andrew Rayel, Lola Blanc, Da Tweekaz                          | Find Your Harmony     | 2021 |
| Here To Stay                                          | Coone, Da Tweekaz, Hard Driver                                | Dirty Workz           | 2021 |
| White Lines                                           | Da Tweekaz                                                    | Dirty Workz           | 2022 |
| Falling Angels                                        | Coone, Da Tweekaz, Hard Driver                                | Dirty Workz           | 2022 |
| Animal In Me                                          | Da Tweekaz, Sound Rush, XCEPTION                              | Dirty Workz           | 2022 |